# Очковый медведь
Очко́вый медведь (лат. Tremarctos ornatus), также называемый андским — хищное млекопитающее семейства медвежьих. Единственный выживший представитель подсемейства короткомордых медведей.

## Внешний вид
Этот зверь средней величины: длина его тела — 1,3-2 м, хвоста — 7-10 см, высота в холке — 70-90 см; весит от 70 (самки) до 140 (самцы) кг.
Мех косматый, угольно-чёрный или черно-бурый. Вокруг глаз белые или желтоватые кольца (отсюда название), соединяющиеся с белым полукружием на горле. У некоторых особей пятна отсутствуют. Морда короче, чем у других медведей. Подошвы голые, но вокруг них и между подушечками пальцев растут длинные пучки волос. Животное имеет длинные кривые когти, чтобы взбираться по деревьям и копаться в земле в поисках пищи.

## Место обитания
Это единственный представитель семейства медвежьих, живущий в Южной Америке.
Обитает преимущественно во влажных высокогорных лесах (на высоте до 3 000 м) западного склона Анд, но нередко появляется на открытых луговых склонах и даже в низменных саваннах и зарослях кустарников. Его ареал включает запад Венесуэлы, Эквадор, Колумбию, Перу, запад Боливии и Панаму.

## Питание и повадки
Биология очкового медведя изучена плохо. Это ночные и сумеречные животные, не впадающие в спячку (хотя они могут устраивать себе берлоги).
Питается он главным образом побегами трав, плодами и корневищами; иногда залезает на высокие пальмы, ломает ветви, а затем поедает их на земле. Местами очковый медведь вредит посевам кукурузы. Разрывает муравейники и термитники; относительно узкая морда и длинный язык позволяют очковым медведям проникнуть вглубь разрушенного жилища насекомых и покормиться ими.
Очковый медведь играет важнейшую роль в экосистеме леса, обеспечивая распространение семян деревьев.

## Статус популяции
Численность очковых медведей невысока (исчезающий вид), они внесены в Красную книгу Международного союза охраны природы (МСОП).

## Классификация
Очковый медведь является единственным современным представителем рода Tremarctos. На территории Северной Америки известен ископаемый близкий вид флоридский пещерный медведь (Tremarctos floridanus).

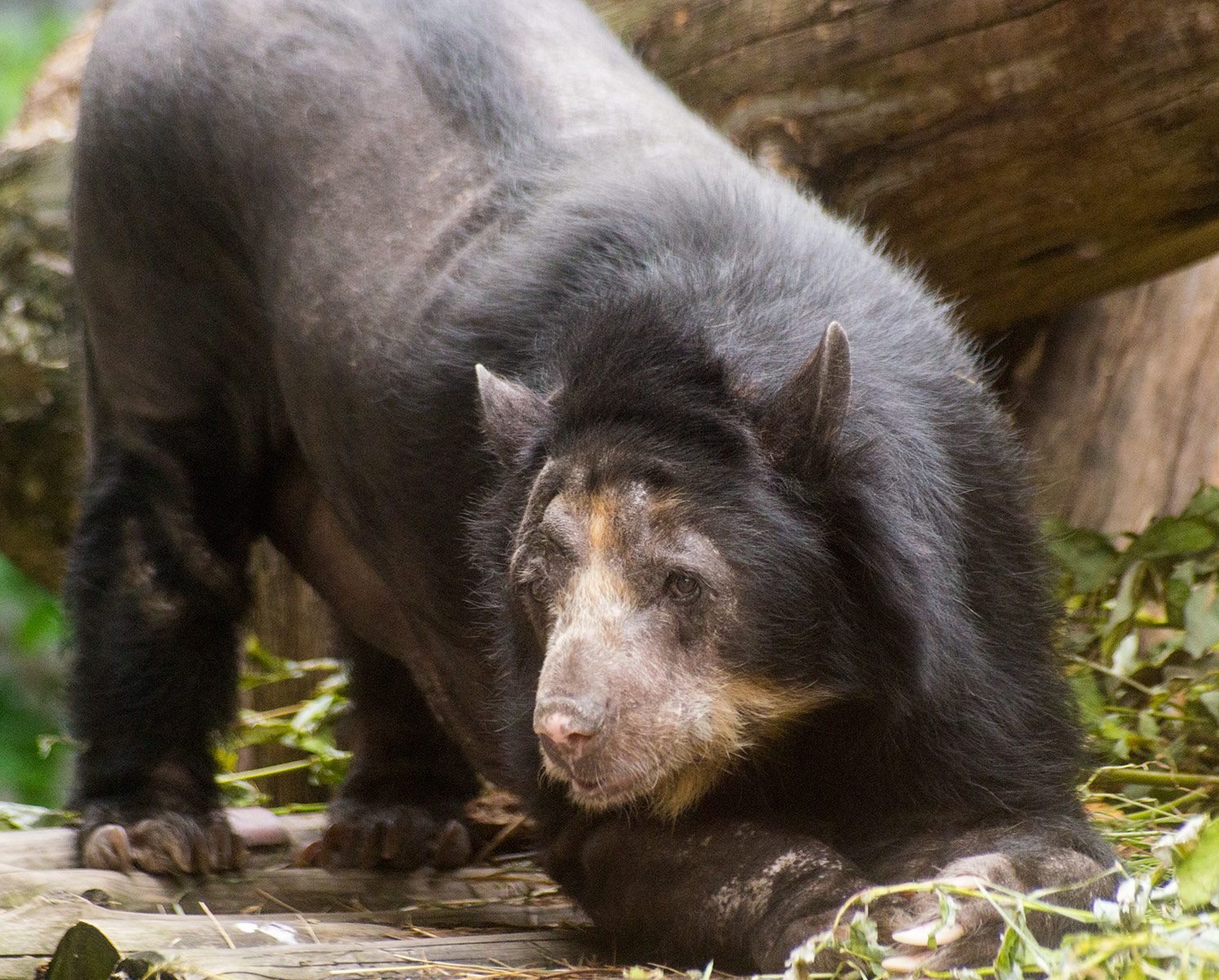
Очковый медведь в Московском зоопарке
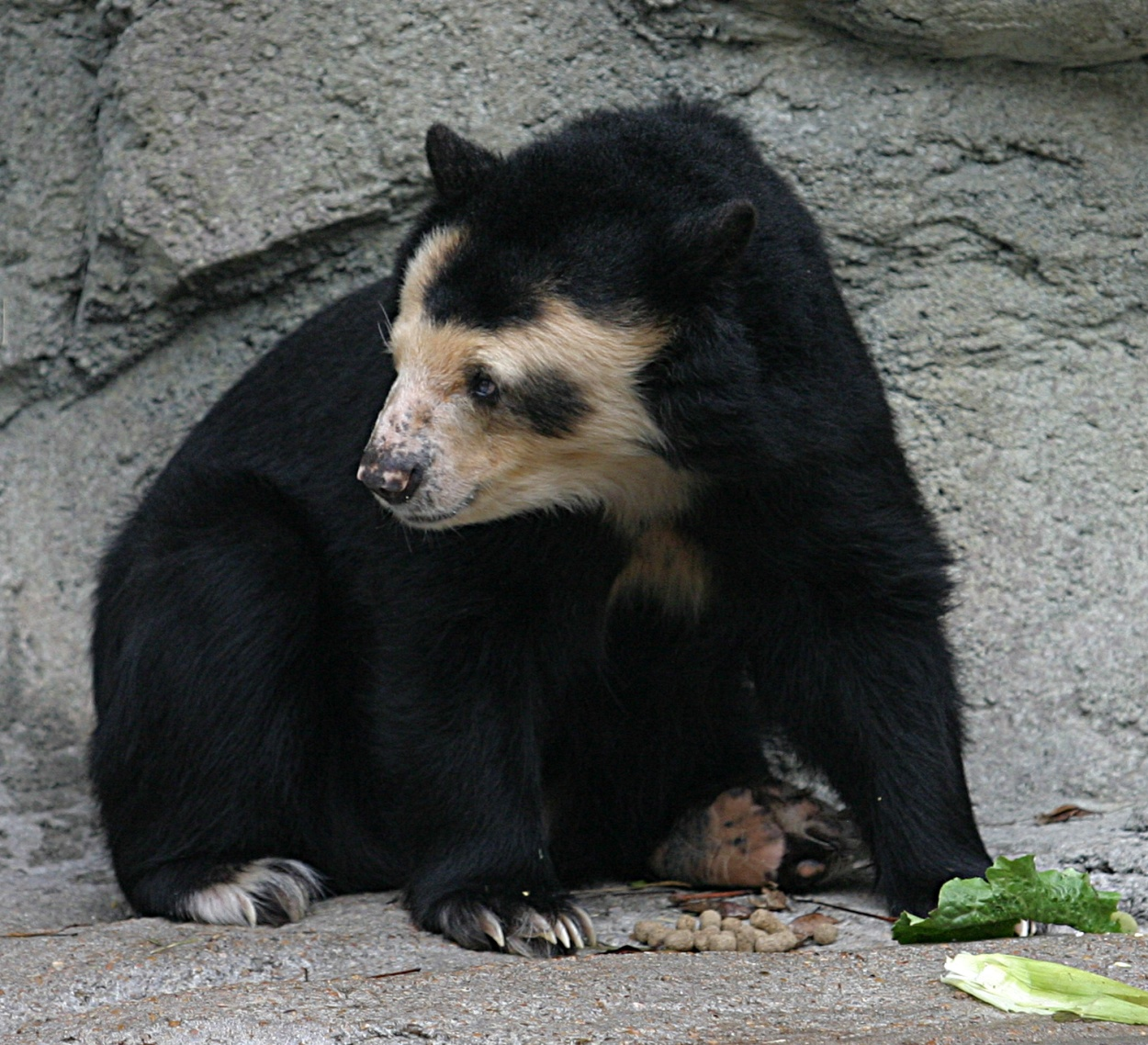
Очковый медведь в зоопарке Хьюстона